# Fahne und Wappen des Kantons Jura
Die Fahne und das Wappen des Kantons Jura zeigen auf der rechten (heraldisch linken) Seite drei silberne Balken in Rot und auf der linken (heraldisch rechten) Seite einen Bischofsstab, genauer einen Baselstab. Die dadurch gebildeten sieben Streifen stehen für jene sieben Amtsbezirke im Kanton Bern, die im Rahmen der Jurafrage als Teil eines möglichen Kantons Jura zur Diskussion standen. Am Ende einer Reihe von Volksabstimmungen in den 1970er Jahren umfasste der Kanton Jura schliesslich nur drei Bezirke, nämlich Delémont, Porrentruy und Franches-Montagnes. Der Baselstab erinnert an die bis 1815 bestehende Zugehörigkeit des Gebiets zum Fürstbistum Basel. Die Standesfarben sind Weiss und Rot.

## Beschreibungen
Die Blasonierung des jurassischen Kantonswappens lautet: «Gespalten von Silber mit rotem Bischofsstab und von Rot mit drei silbernen Balken» (französisch: Parti d’argent à la crosse épiscopale de gueules et de gueules à trois fasces d’argent).
Die vexillologische Beschreibung der jurassischen Flagge lautet: «Geteilt von weiß mit roten, zum Schaft gewendeten Bischofsstab und von rot mit drei weißen Balken» (französisch: Parti de blanc à la crosse épiscopale rouge tournée vers la hampe, et de rouge à trois fasces blanches).

## Geschichte

Flaggenvorschlag von Jean Grellet (1913)

Banner des Fürstbistums Basel

1913 wurde in Delémont eine Versammlung von Honoratioren einberufen, die den Auftrag hatte, 1915 den hundertsten Jahrestag des Anschlusses des Juras an den Kanton Bern zu organisieren. Alfred Ribeaud, damals Vizepräsident der Société jurassienne d’émulation, brachte die Idee zur Schaffung einer Juraflagge ein. Der Neuenburger Heraldiker Jean Grellet legte einen Entwurf vor. Er stützte sich dabei auf die alten Symbole der Region, nämlich den Baselstab des Fürstbistums Basel und das Liktorenbündel aus dem Siegel der kurzlebigen Raurakischen Republik, die sich wiederum an den Symbolen der Ersten Französischen Republik orientierte. Er vermied es jedoch, die phrygische Mütze zu übernehmen. Sie galt als unpassend, da sie die Jakobiner repräsentierte. Die Farben der Flagge sollten auch die historischen Verbindungen mit dem Fürstbistum Basel und der Eidgenossenschaft widerspiegeln. Die Flagge stieß nicht auf das erhoffte Interesse und geriet bald in Vergessenheit.
Im Jahr 1917 wurde das erste Mouvement Séparatiste Jurassien (MSJ) gegründet, angeführt von Ribeaud. Das MSJ beschloss daraufhin, das alte Banner des Fürstbistums Basel als Identitätszeichen der Jurassier zu verwenden. 1942 brachte Gustave Riat, der Präsident des Vereins Pro Jura, die Idee einer Flagge für die Region wieder auf. Der Verein informierte daraufhin den Berner Regierungsrat über seinen Wunsch nach einer Regionalflagge und erhielt 1946 die Zustimmung dafür. Der Heraldiker Émile Mettler schlug daraufhin mehrere Flaggen vor, die schließlich nach der Moeckli-Affäre von 1947 abgelehnt wurden, da sie die Berner Farben enthielten. Die Wahl fiel schliesslich auf den Entwurf des Künstlers Paul Boesch. Nachdem die vorgeschlagene Flagge bei der französischsprachigen Bevölkerung des Kantons Bern Anklang gefunden hatte, reichten die Vereine Pro Jura, Société jurassienne d’émulation und Association pour la défense et les intérêts du Jura beim Regierungsrat ein Gesuch um offizielle Anerkennung ein. Dieser erliess am 12. September 1951 den folgenden Beschluss:
«1. Die Flagge «Geteilt von weiß mit roten, zum Schaft gewendeten Bischofsstab und von rot mit drei weißen Balken», die dem Regierungsrat von Pro Jura, der Société jurassienne d’émulation und der Association pour la défense des intérêts du Jura vorgelegt wurde, wird zusammen mit der Berner Flagge im Staatsarchiv als jurassische Flagge im Sinne der Art. 1 und 2 der Kantonsverfassung registriert.
2. Die Oberämter und die staatlichen Einrichtungen im jurassischen Teil des Kantons sowie die Gemeindebehörden der jurassischen Bezirke sind berechtigt, beim Beflaggen die jurassische Flagge neben der Schweizer Flagge, der Berner Flagge sowie den Emblemen der Bezirke und Gemeinden zu hissen.
3. Das bernische Wappen und die bernische Flagge bleiben das Emblem des Staates Bern in seiner Gesamtheit und seine Darstellung gegenüber Dritten.
Bern, den 12. September 1951.»
Das Wappen und die Flagge wurden am 20. März 1977 in einer Abstimmung zusammen mit der jurassischen Verfassung von den Stimmberechtigten als Symbole des neuen Kantons angenommen. Dieser besteht seit dem 1. Januar 1979.

## Bilder

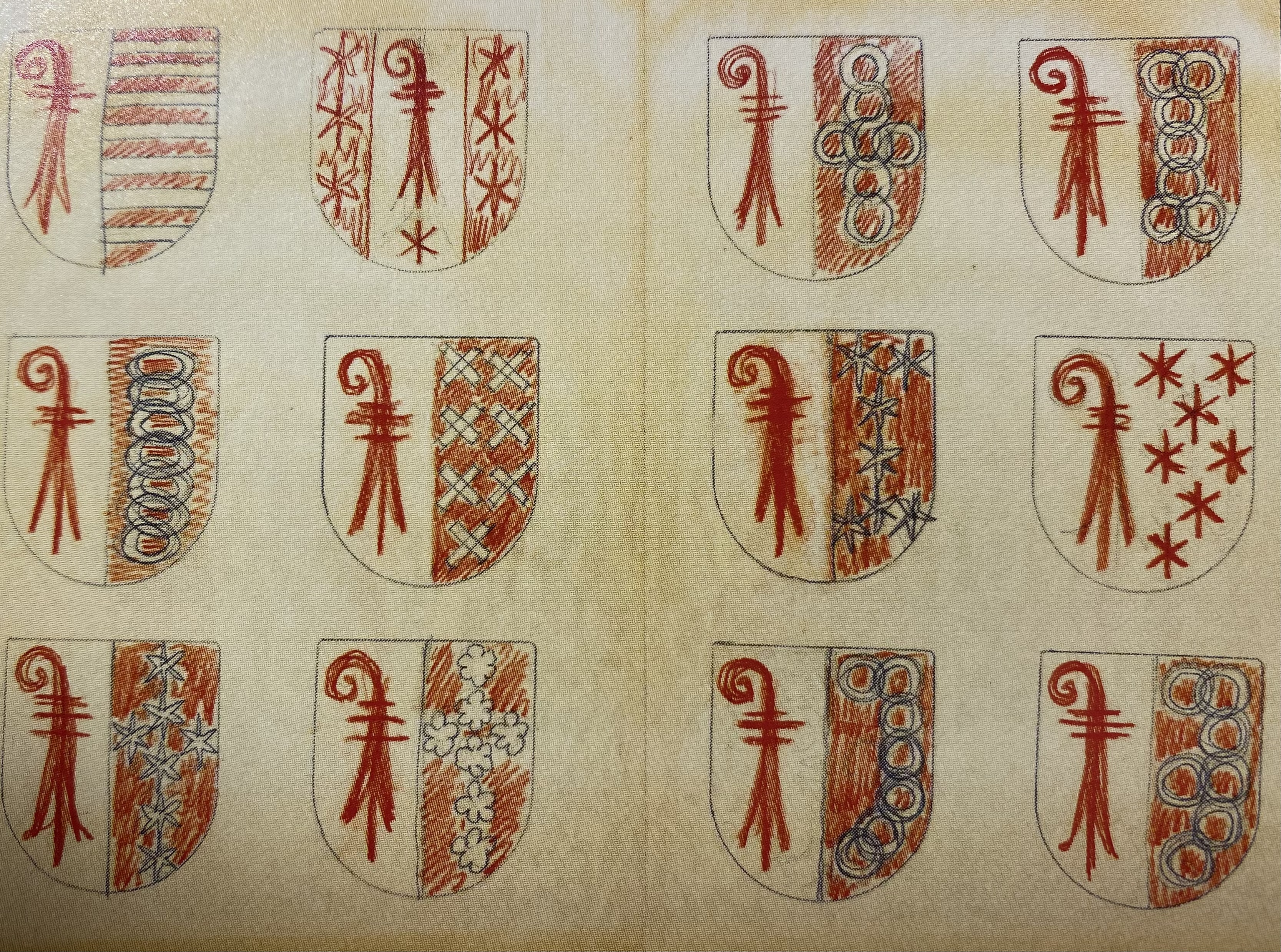
Erste Entwürfe von Paul Boesch (1947)
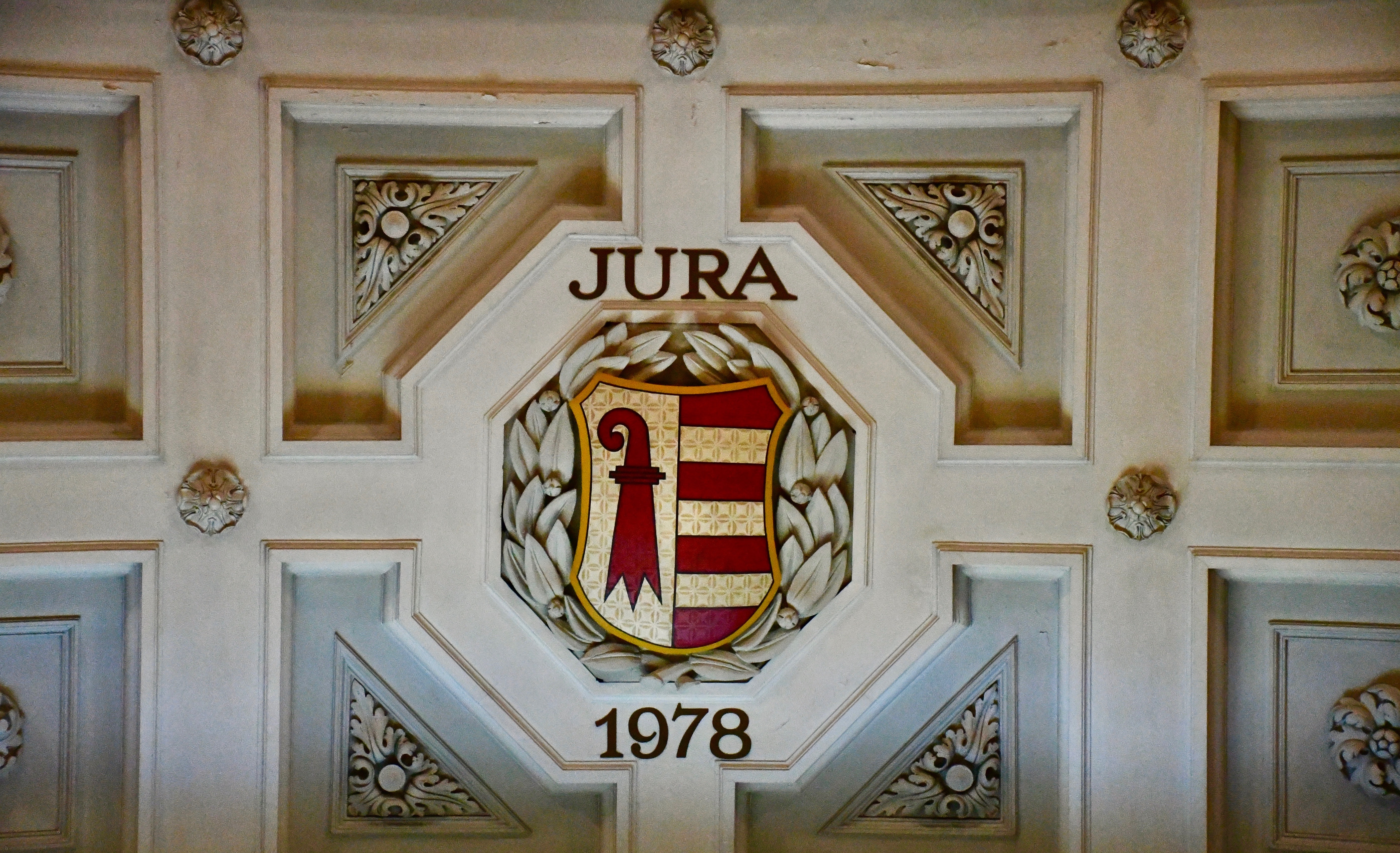
Jurassisches Wappen in der Kuppel des Bundeshauses
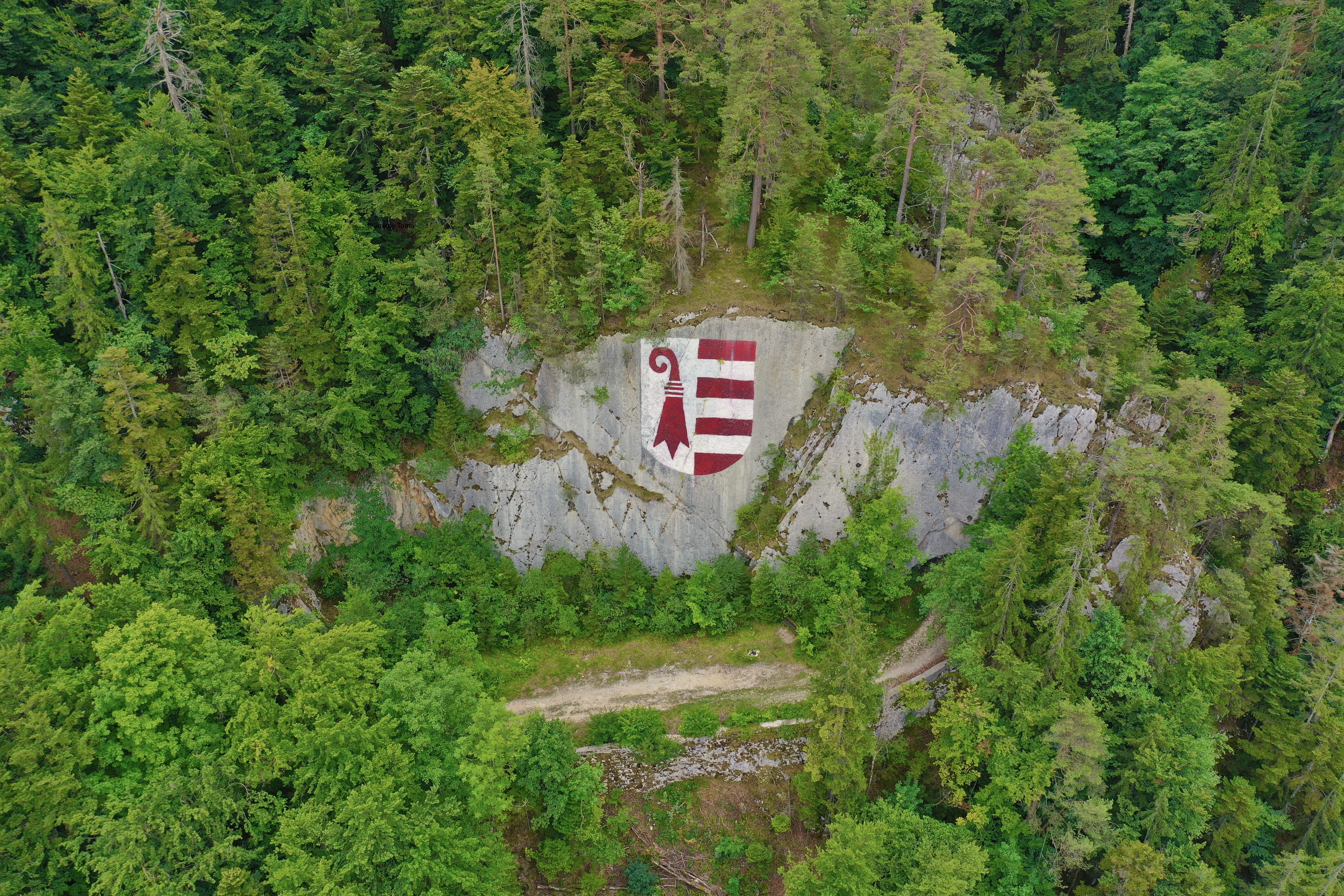
Aufgemaltes Wappen auf einem Felsen bei Courtételle
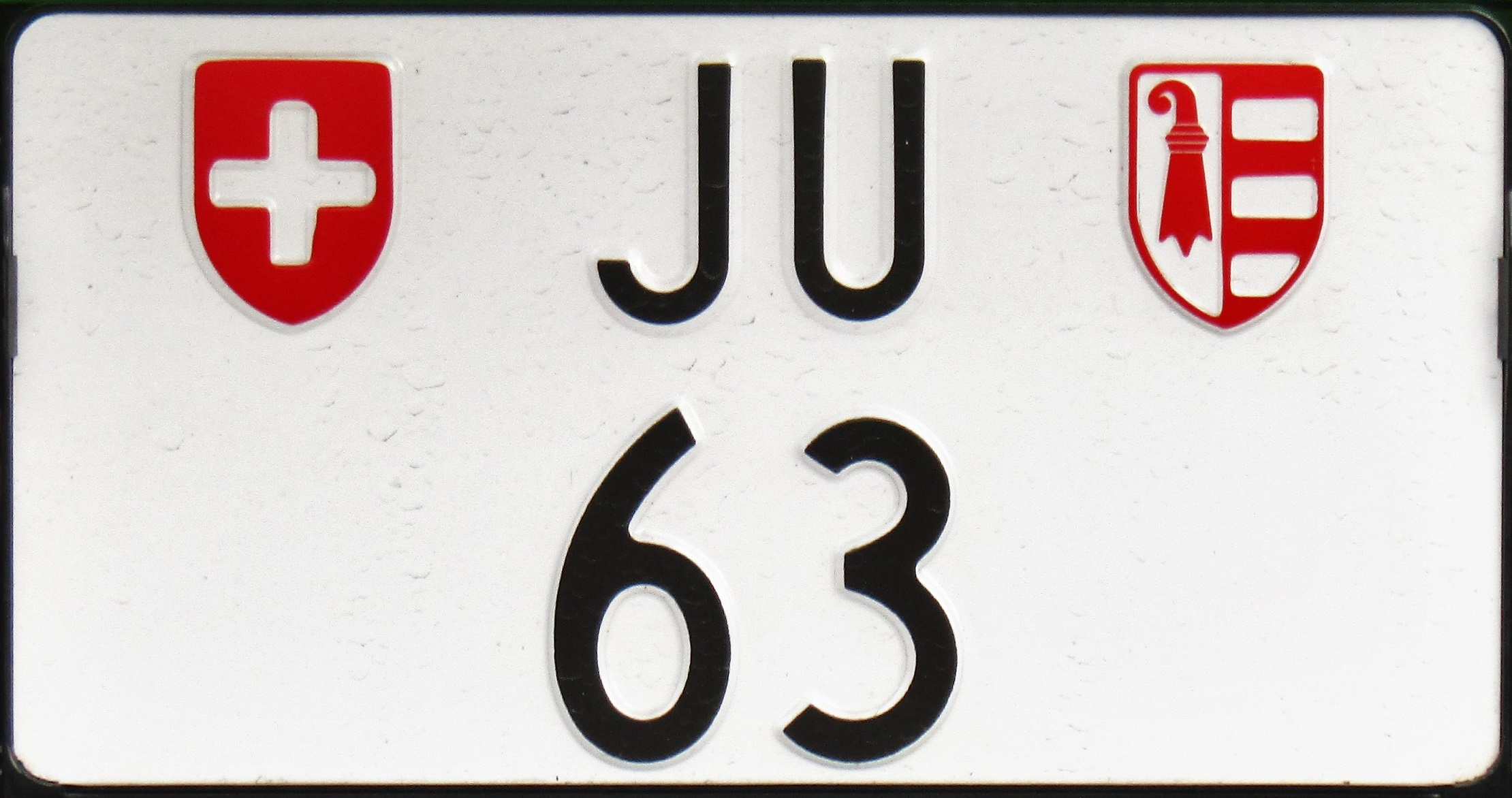
Jurassisches Autokennzeichen